# Sei Buah Keras
Sei Buah Keras is een bestuurslaag in het regentschap Batu Bara van de provincie Noord-Sumatra, Indonesië. Sei Buah Keras telt 2634 inwoners (volkstelling 2010).